# Varronia bahamensis
Varronia bahamensis är en strävbladig växtart som först beskrevs av Urban, och fick sitt nu gällande namn av Charles Frederick Millspaugh. Varronia bahamensis ingår i släktet Varronia och familjen strävbladiga växter. Inga underarter finns listade i Catalogue of Life.